# Ville Pokka
Ville Pokka (* 3. června 1994, Tornio) je finský hokejový obránce momentálně hrající v nejvyšší švédské hokejové lize SHL za tým Färjestad BK. V roce 2012 ho draftoval ze 34. pozice tým New York Islanders, za něhož neodehrál jediné utkání.

## Hráčská kariéra
Pokka v domácí soutěži (SM-lize) debutoval za mužstvo Kärpät Oulu v sezóně 2012/13. V Draftu juniorů KHL 2012 byl vybrán týmem Avangard Omsk na 23. pozici a 34. celkově mužstvem New York Islanders do Vstupního draftu NHL 2012.
Dne 28. května 2014 podepsal s vedením Islanders tříletou nováčkovskou smlouvu.
Těsně před začátkem ročníku 2014/15 v severoamerické American Hockey League (AHL), 4. října 2014, byl Pokka vyměněn společně s T. J. Brennanen a Andersem Nilssonem z Islanders do Chicaga Blackhawks za Nicka Leddyho a Kenta Simpsona. Následně byl odeslán do farmářského týmu Rockford IceHogs.

## Klubové statistiky
| Sezona           | Klub                | Soutěž           | Základní část | Základní část | Základní část | Základní část | Základní část | Play off | Play off | Play off | Play off | Play off |
| Sezona           | Klub                | Soutěž           | Z             | G             | A             | B             | TM            | Z        | G        | A        | B        | TM       |
| ---------------- | ------------------- | ---------------- | ------------- | ------------- | ------------- | ------------- | ------------- | -------- | -------- | -------- | -------- | -------- |
| 2010/11          | Kärpät Oulu         | SM-l             | 2             | 0             | 0             | 0             | 2             | —        | —        | —        | —        | —        |
| 2011/12          | Kärpät Oulu         | SM-l             | 35            | 0             | 3             | 3             | 12            | 9        | 0        | 3        | 3        | 2        |
| 2012/13          | Kärpät Oulu         | SM-l             | 47            | 6             | 6             | 12            | 8             | 3        | 0        | 2        | 2        | 0        |
| 2013/14          | Kärpät Oulu         | SM-l             | 54            | 6             | 21            | 27            | 16            | 16       | 2        | 9        | 11       | 10       |
| 2014/15          | Rockford IceHogs    | AHL              | 68            | 8             | 22            | 30            | 16            | 8        | 0        | 3        | 3        | 0        |
| 2015/16          | Rockford IceHogs    | AHL              | 76            | 10            | 35            | 45            | 24            | 3        | 0        | 1        | 1        | 0        |
| 2016/17          | Rockford IceHogs    | AHL              | 76            | 6             | 24            | 30            | 35            | —        | —        | —        | —        | —        |
| 2017/18          | Rockford IceHogs    | AHL              | 46            | 4             | 18            | 22            | 20            | —        | —        | —        | —        | —        |
| 2017/18          | Belleville Senators | AHL              | 23            | 3             | 8             | 11            | 8             | —        | —        | —        | —        | —        |
| 2018/19          | Avangard Omsk       | KHL              | 61            | 7             | 10            | 17            | 8             | 19       | 2        | 1        | 3        | 6        |
| 2019/20          | Avangard Omsk       | KHL              | 62            | 1             | 12            | 13            | 18            | 6        | 1        | 1        | 2        | 0        |
| 2020/21          | Avangard Omsk       | KHL              | 31            | 4             | 9             | 13            | 8             | 24       | 1        | 4        | 5        | 10       |
| 2021/22          | Avangard Omsk       | KHL              | 39            | 3             | 8             | 11            | 16            | 2        | 0        | 1        | 1        | 2        |
| 2022/23          | Färjestad BK        | SHL              | 49            | 4             | 18            | 22            | 45            | —        | —        | —        | —        | —        |
| SM-liiga celkově | SM-liiga celkově    | SM-liiga celkově | 138           | 12            | 30            | 42            | 38            | 28       | 2        | 14       | 16       | 12       |
| KHL celkově      | KHL celkově         | KHL celkově      | 193           | 15            | 39            | 54            | 50            | 51       | 4        | 7        | 11       | 18       |

### Reprezentační statistiky
| 2011            | Finsko          | SP do 17 let    | 5  | 1 | 0  | 1  | 4  | 7. místo         |
| 2011            | Finsko 18       | MS18            | 6  | 0 | 0  | 0  | 2  | 5. místo         |
| 2011            | Finsko          | IH18            | 5  | 2 | 3  | 5  | 2  | 4. místo         |
| 2012            | Finsko 18       | MS18            | 7  | 1 | 5  | 6  | 4  | 4. místo         |
| 2012            | Finsko 20       | MSJ             | 7  | 1 | 3  | 4  | 4  | 4. místo         |
| 2013            | Finsko 20       | MSJ             | 6  | 2 | 4  | 6  | 2  | 7. místo         |
| 2014            | Finsko 20       | MSJ             | 7  | 2 | 3  | 5  | 6  | Zlatá medaile    |
| 2016            | Finsko          | MS              | 10 | 0 | 2  | 2  | 0  | Stříbrná medaile |
| 2016            | Finsko          | SP              | 3  | 0 | 0  | 0  | 0  | 8. místo         |
| 2018            | Finsko          | MS              | 8  | 0 | 0  | 0  | 0  | 5. místo         |
| 2021            | Finsko          | MS              | 10 | 0 | 2  | 2  | 4  | Stříbrná medaile |
| 2022            | Finsko          | OH              | 6  | 1 | 2  | 3  | 0  | Zlatá medaile    |
| 2022            | Finsko          | MS              | 8  | 0 | 2  | 2  | 0  | Zlatá medaile    |
| Junioři celkově | Junioři celkově | Junioři celkově | 43 | 8 | 18 | 26 | 22 |                  |
| Senioři celkově | Senioři celkově | Senioři celkově | 45 | 1 | 8  | 9  | 4  |                  |